# Anfiteatro San Manuel
El Anfiteatro San Manuel (en inglés: San Manuel Amphitheater) es un anfiteatro con capacidad para recibir 65.000 espectadores, situado en las colinas del Parque regional Glen Helen, en la ciudad de San Bernardino, California, en Estados Unidos.
Es la mayor sala de conciertos al aire libre en los Estados Unidos.  La sede de la orquesta, caja, y secciones varias tiene un total combinado de 10.902 personas, mientras que la sección de césped posee una capacidad para 54.098 personas. Fue construido en el año 1982, cuando Steve Wozniak y la corporación  Unuson reconstruyeron por completo la tierra para tener un sitio para albergar el Festival de los Estados Unidos de 1982.
La temporada de conciertos del anfiteatro comienza en marzo y termina en noviembre, para la temporada de invierno.